# Tarka cinegelégykapó
A tarka cinegelégykapó  (Petroica macrocephala) a madarak osztályának a verébalakúak (Passeriformes) rendjéhez és a  cinegelégykapó-félék (Petroicidae) családjához tartozó faj.

## Rendszerezése
A fajt Johann Friedrich Gmelin német természettudós írta le 1789-ben, a Parus nembe Parus macrocephalus néven.

## Alfajai
- Petroica macrocephala chathamensis C. A. Fleming, 1950 - déli sziget
- Petroica macrocephala dannefaerdi (Rothschild, 1894)  - Snares-sziget
- Petroica macrocephala macrocephala (Gmelin, 1789) - északi sziget
- Petroica macrocephala marrineri (Mathews & Iredale, 1913) - Auckland-szigetek
- Petroica macrocephala toitoi (Lesson, 1828)[2]

## Előfordulása
Új-Zéland területén honos. Természetes élőhelyei a mérsékelt övi erdők és füves puszták, valamint szántóföldek, ültetvények és vidéki kertek. Állandó, nem vonuló faj.

## Megjelenése
Testhossza 13 centiméter. A hím tollazata fekete-fehér színű, alfajtól függően különböző mértékben, a tojó barnás színű.
|  |  |

## Életmódja
Gerinctelenekkel, főként rovarok táplálkozik, de alkalmanként gyümölcsöt is fogyaszt.

## Szaporodása
Mohából és tollakból fák ágaira készíti csésze alakú fészkét.

## Természetvédelmi helyzete
Az elterjedési területe rendkívül nagy, egyedszáma viszont csökken, de még nem éri el a kritikus szintet. A Természetvédelmi Világszövetség Vörös listáján nem fenyegetett fajként szerepel.